# Aplosonyx mouhoti
Aplosonyx mouhoti es un coleóptero de la familia Chrysomelidae. Fue descrita científicamente por primera vez en 1879 por Baly.